# Von Thienen
von Thienen är en nordtysk adelsätt med ursprung från staden Tienen, varav en gren under medeltiden inflyttade till Sverige från Schleswig-Holstein via Danmark.

## Kända medlemmar
- Claus von Thienen
- Karen von Thienen, syster till Claus
- Johan von Thienen, bror till Claus och Julia, gift med Anna von Lembeck. [1]
- Beata von Thienen (1360- ?) dotter till Johan von Thienen och Anna von Lembeck, var gift med 1) Erik Krummedige. Beata var farfars mormor till kung Gustav Vasa.
- Bart von Thienen